# Juan Goyanarte
Juan Valentín Goyanarte Resusta (Mondragón, País Vasco, 10 de enero de 1900 - Goyena, Argentina, 20 de enero de 1967) fue editor y escritor. Viajero, se instaló en Argentina y allí tuvo éxito en los negocios. Gracias a ello tuvo la oportunidad de trabajar en el mundo de la cultura. Novelista, publicó doce novelas, siendo la más conocida Lago argentino (1955). Fundó una editorial llamada Goyanarte y la revista Ficción.

## Biografía
Se crio en la localidad de Mondragón. En 1908, a los siete años, ingresó en el Collège Supérieur de Salies de Bearne, en Francia, donde vivió internado durante 8 años. Luego, en 1916 ingresó a la Academia Militar de Vitoria, de donde salió luego de cumplir tres años en 1918, momento en el que emigró a la Argentina. Allí trabajó en el comercio en el interior del país. También comenzó a realizar viajes, algo que sería una constante en su vida, a países como Brasil y Paraguay. Sin embargo, en 1920 debió regresar a España para cumplir el servicio militar. Durante su estadía falleció su padre, lo que le permitió cobrar su herencia. Ésta la empleó en viajar, recorriendo los siguientes años el norte de África y buena parte de Europa.
En 1924 regresó a la Argentina, y se radicó como estanciero en la pequeña localidad de Goyena, en el sur de la provincia de Buenos Aires, cerca de la ciudad de Bahía Blanca. Los siguientes años realizó gran cantidad de viajes por el país, América, Europa y Asia. En 1937 estuvo en Misiones con Horacio Quiroga, mientras que durante la Segunda Guerra Mundial estuvo en la URSS. Muchas de estas experiencias quedaron plasmadas en sus obras literarias.
En 1940 publica su primera novela, La semilla que trae el viento. En total, hasta 1967 Juan Goyanarte publicó 12 novelas y decenas de narraciones, muchas de las cuales fueron traducidas a varios idiomas. Entre éstas se destacan: Lago Argentino (1955), Campos de hielo (1951), El ventisquero (1956), Tres mujeres (1956), Kilómetro 25 (1959). De estas, la más reconocida es Lago Argentino, producto de sus viajes por la Patagonia, en la que narra las peripecias de los anarquistas españoles que se habían afincado en la Patagonia.
Durante estos años se vinculó estrechamente con los escritores de Argentina, siendo amigo de, entre otros, Ezequiel Martínez Estrada, Horacio Quiroga, Leopoldo Lugones y Enrique Amorim. En 1951 trabajó en la editorial y revista Sur de Victoria Ocampo. También tuvo una participación activa en la asociación cultural El Libro y la Sociedad Argentina de Escritores.
En 1956 funda la editorial Goyanarte, desde la cual editó a escritores reconocidos junto con otros que se iniciaban. Desde allí también publicó la revista cultural Ficción, cuyo lema era “libro-revista trimestral”. Fue el director de esta revista, cuyo primer número salió en mayo-junio de 1956, hasta 1963. Ese mismo año, también se retiró de la dirección de la editorial, en la cual llegó a publicar unos 120 libros. Luego de su retiro, la revista siguió siendo publicada hasta 1967, mientras que la editorial continuó en actividad hasta fines de la década de 1970.
Luego de su retiro en 1963, seguiría viviendo en su campo de Goyena, donde continuaría con su actividad como ganadero, falleciendo cuatro años más tarde, el 20 de enero de 1967.

## Novelas publicadas
- La semilla que trae el viento. Buenos Aires: Club del Libro, 1940.
- La semilla en la tierra. Buenos Aires: Club del Libro, 1942.
- La quemazon. Buenos Aires: Editorial Sur, 1943.
- Campos de hierro. Buenos Aires: Editorial Losada, 1951.
- Lunes de carnaval. Buenos Aires: Sur, 1952.
- Fin de semana. Buenos Aires: Goyanarte, 1953.
- Lago argentino. Buenos Aires: Emecé Editores, 1955.
- El muñeco de nieve. Buenos Aires: Emecé Editores, 1956.
- Tres mujeres. Publicado en la revista Ficción en tres partes. Buenos Aires: Editorial Goyanarte, 1956.
- Kilómetro 25. Buenos Aires: Goyanarte, 1959.
- Farsa. Buenos Aires: Goyanarte, 1961.
- Gestación. Buenos Aires: Goyanarte, 1967 (póstuma).